# توماس ديفيد سميث ماكدويل
توماس ديفيد سميث ماكدويل هو سياسي أمريكي، ولد في 4 يناير 1823 في مقاطعة بلادين في الولايات المتحدة، وتوفي بنفس المكان في 1 مايو 1898. انتخب عضو مجلس ولاية كارولاينا الشمالية ‏.